# Каризма
Каризма је југословенска и српска хард рок група, основана у Београду 1985. године.

## Историја
Групу је основана 1985. године. Названа је по песми Charisma групе Кис. 1988. године Каризма је освојила прво место на Зајечарској гитаријади, а 1989. године објавила свој први албум Време је за нас у следећој постави: Душан Зарић - Дуле (вокал), Душан Јанићевић - Дуца (гитара), Драгољуб Поповић - Ђоки (гитара), Зоран Милетић - Боске (бас-гитара), Дејан Томовић - Томке (клавијатуре) и Срђан Миленковић - Срђа (бубњеви). Пошто је албум издат Зарић је напустио групу због одласка у војску и на његово место је дошао Дејан Јелисавчић - Јелфан, бивши певач групе Откровење. 1990. године група је на фестивалу МЕСАМ добила награду као откриће године. Исте године Каризма је наступала као предгрупа на турнеји групе Кербер.
Године 1992. група је издала свој други албум У сновима. На њему је свирао оригинални бубњар групе Горан Тадић - Еди (био у војсци током снимања првог албума). На албуму се нашла и обрада песме Љуљај ме нежно Оливера Мандића. Наредне године су Томовић и Тадић напустили групу, а заменили су их басиста Саша Ђокић и бубњар Драган Живковић - Пици. 1994. године група је снимила демо материјал за албум који никада није објављен.
Године 2005. група се поново окупила и издала компилацију Retro-active на којој су се нашле ремастеризоване песме са албума У сновима, песма Лудница снимљена 1994. године и нова верзија песме Врати се. Од 2006. поново наступају уживо. 2015. су након 23 године засвирали на Зајечарској гитаријади. 2016. су објавили нови албум Смеј се.

## Дискографија

### Студијски албуми
1. 1989. Време је за нас (ПГП РТБ)
2. 1992. У сновима (ПГП РТБ)

### Компилације
1. 2005. Retro-active (One Records)

## Фестивали
- 1988. Гитаријада у Зајечару, прво место по гласовима публике
- 1990. МЕСАМ - награда за Откриће године
- 2015. Гитаријада у Зајечару, поновни наступ на гитаријади
- 2020. Беовизија - Она ме зна